# 中村光宏
中村 光宏（なかむら みつひろ、1984年8月28日 - ）は、フジテレビのアナウンサー。愛称は、みつくん。

## 略歴
東京都品川区出身。慶應義塾幼稚舎、慶應義塾普通部、慶應義塾高等学校、慶應義塾大学法学部政治学科卒業。

### 学生時代
小学校ではバレーボール部とサッカークラブに所属し、中学校では野球部、高校ではラグビー部に所属。
他にも器械体操・水泳・スキー・乗馬・ボーイスカウトなどの経験があり、幼少期から多数の習い事をしていた。ピアノも得意であり、ショパンの「幻想即興曲」を奏でることが出来る。
約4か月間、イギリスのロンドンに語学留学経験がある。

### フジテレビ入社
2007年、アナウンサーとして入社。同期入社のアナウンサーは、大島由香里・生野陽子。
入社後は、情報・バラエティ番組のキャスターを務めるほか、スポーツアナウンサーとしても活動し、オールラウンドに活躍している。2014 FIFAワールドカップの期間中には、ジャパンコンソーシアムへ派遣されるとともに、グループリーグのテレビ中継で実況を担当している。
2014年9月、同期アナウンサーの生野陽子と結婚。
2020年7月、アナウンス室主任に就任。
2024年7月、アナウンス室副部長に就任。同年にはメジャーリーグで大谷翔平・山本由伸が所属するロサンゼルス・ドジャースがワールドシリーズに進出したことで、フジテレビが同シリーズ全試合の地上波での放映権を獲得していたことから、同年10月26日の午前中から昼過ぎ（日本時間、現地時間で10月25日の夕方から夜）にかけて行われた第1戦の実況（フジテレビからのオフチューブ形式で出演）を担当。その試合ではフレディ・フリーマン（ドジャース）のワールドシリーズ初となる逆転サヨナラ満塁ホームランの瞬間を実況した。

## 人物

### 好きなもの・苦手なもの
- チーズが苦手だが、グラタンのチーズの焦げた所やピザのチーズは食べられる。

### 免許・資格
- 普通自動車免許、スクーバダイビング免許、漢字検定2級、スキー検定2級、乗馬検定5級を所持している。

### 憧れの人物
- 12年先輩の高木広子、6年先輩の高島彩に憧れている。

### 評判
- 2009年12月、オリコンによる「第5回 好きな男性アナウンサーランキング」で、初登場で早くも4位に躍進した（女性回答は3位、男性回答は5位）。

### 交友関係
- TBSアナウンサーの井上貴博と第144回芥川龍之介賞（2010年度下半期）受賞者の朝吹真理子は、慶應義塾幼稚舎からの同期生に当たる。
- 2010年8月25日放送のコーナー「テレフォンショッキング」に、俳優の水嶋ヒロがゲスト出演した際、水嶋が中村と学部は違うが慶應義塾大学で同期であること、内定時代に将来テレビ番組で共演する約束をしたことも明かし、この日共演が実現した[4]。
- 後輩の榎並大二郎や生田竜聖に慕われており、2人を自宅に招き、中村が酔っ払うとピーマンと塩昆布炒めを作って振る舞うと明かしている[5]。中村と生野の交際報道がされた時に、中村は交際していることを明かさなかった。しかし榎並は、会社の会合で幹事を務めた中村の異変に気付く。榎並と生田から食事に誘われるが、中村によると会話が弾まず2人から何か探られている感じはあったという。3軒ほど店に移動して、ダーツバーで榎並と生田が粘り強く追及すると中村が交際していることを認めた。2人は中村と生野の結婚式会場で、親族紹介をしている所にも参加したりと節目に関わっている[5]。

### 家族
- 父、母、姉（子供が3人いる）[5]。
- 結婚後は妻（生野陽子）と子供が2人（長女・長男）いる。

### エピソード
- 2000年8月5日公開の日本映画「仮面学園」に、真犯人に犯人に見せかけて殺されてしまう生徒、段田徹役で出演している。
- フジテレビの最終面接は男性・女性が同時に受けるためそれぞれが五十音順に並んでいたという。中村は男性の中で一番後ろに座り、女性の列の最初は大島由香里で隣に座っていたので待機時間中に話した。中村によると生野が離れた所に座っていて、疑問に思い「なまのさん」と発して名前を間違えていたことが判明する[5]。
- 結婚前は全く料理をしなかったが、生野がよく褒めるので積極的に家事をやるようになり「上手く育てて貰った」という[6]。

## 出演

### 現在の出演番組
- ノンストップ!
  - （2012年4月 - 2013年3月、月曜プレゼンター）
  - （2018年4月 - 水曜タブロイド・ハンター）
  - （2020年9月28日 - 水曜プレゼンター）
- スポーツ中継（野球・サッカー・バレーボール・柔道・フィギュアスケート・バスケットボールなど）
- 芸能界麻雀位決定戦 THEわれめDEポン（実況）

### 過去の出演番組
- ハッケン!!「ジャンクニュース」（2007年7月14日）
- FNNスーパーニュースWEEKEND（2007年7月14日、9月8・9日）
  - 7月14日は「千葉県生命の森リゾートターザニア」をレポート、9月8・9日はスポーツコーナー代打
  - 2007年10月から2008年3月は「日曜特集・いつかは達人」（月に1度出演）
- フジアナスタジオ まる生（不定期、2007年7月14日 - ）
- FNS27時間テレビ みんな“なまか”だっ!ウッキー!ハッピー!西遊記!（2007年7月29日）
- 第41回初詣!爆笑ヒットパレード（2008年1月1日、青木さやかと帝釈天の中継）
  - 第42回初詣!爆笑ヒットパレード（2009年1月1日、ヘリ中継）
  - 第43回初詣!爆笑ヒットパレード（2010年1月1日、ヘリ中継）
  - 第44回初詣!爆笑ヒットパレード（2011年1月1日、ヘリ中継）
  - 第45回初詣!爆笑ヒットパレード（2012年1月1日、ヘリ中継）
- 爆笑ピンクカーペット（2008年8月30日、MC）
- ショーパン（ナレーター・不定期、2007年10月15日 - 2008年9月25日）
- FNNレインボー発（2008年1月 - 9月、2010年10月 - 2012年3月）
- BSフジNEWS
- めざましテレビ（2008年4月 - 9月、ココ調）
- 新しい波16（2008年10月13日 - 、ナレーター）
- めざましどようびメガ（2008年7月12日 - 2010年9月25日）
- 森田一義アワー 笑っていいとも!（2009年4月1日 - 2010年9月29日、テレフォンアナウンサー水曜日[7]担当）
- ふくらむスクラム!!（2009年4月21日 - 9月21日、ナレーター）
- 笑っていいとも!増刊号（2011年4月10日 - 2012年3月、増刊号担当）
  - 2009年4月5日 - 2010年10月3日、水曜日レギュラー（VTR）
- 笑っていいとも!特大号
  - フジテレビ開局50周年笑っていいとも!特大号
  - 笑っていいとも!年忘れ特大号!
  - 笑っていいとも!年忘れ特大号!きっと来年はいいともローSP
- HEY!HEY!HEY! MUSIC CHAMP
- プレミアの巣窟（2007年10月 - 2012年9月）
- アナ★バン!
- 限定品コラボネーゼII（MC）
- スーパーGTコンプリート （MC）
- FNNニュース（2010年12月28日夜、2011年1月2日朝）
- 土曜プレミアム・爆笑レッドカーペット（2012年4月14日 - 、中村仁美の代役）
- アゲるテレビ（2013年4月1日 - 9月27日、総合司会代理（6月7日まで）→情報キャスター）[8]
- めざましどようび（2008年4月5日 - 2012年3月、スポーツキャスター / 2012年4月7日 - 2014年3月29日、情報キャスター）
- めざましテレビアクア（2014年4月3日-2015年3月27日、初代メインキャスター、木曜・金曜担当）
- すぽると!（土曜日 2014年4月5日 - サブキャスター、2015年1月10日 - 総合司会）
- BSフジLIVE プライムニュース（2010年10月5日 - 2011年9月27日、火曜日のグローバルニュース担当）
- めざましテレビ
  - 2013年9月30日 - 2016年4月1日 - 情報キャスター（木・金）
  - 2008年9月29日 - 2009年3月27日 - スポーツキャスター（木・金）
  - 2009年3月30日 - 2012年3月30日 - スポーツキャスター（木・金）
  - 2012年4月2日 - 2013年3月29日 - スポーツキャスター（月 - 水）
  - 2015年3月30日 - 2017年3月24日 - スポーツキャスター（木・金）
- FNN NEWS Pick Up
- スポーツLIFE HERO'S（土曜版、2016年4月2日 - 2017年3月25日 - メインキャスター）
- 麻雀最強戦（フジテレビNEXT、 2013年から実況担当）
- KinKi Kidsのブンブブーン　
  - (日曜日時代の2015年4月 - 2016年3月、2代目ナレーション)
  - (土曜日時代の(2022年4月16日 - 2022年4月30日、黒瀬翔生との交代での進行役)
- ユアタイム（2017年4月1日-2017年9月29日、スポーツ担当）
- THE NEWSα（月 - 木） - スポーツ担当
- 魔女に言われたい夜〜正直過ぎる品定め〜 （月・深夜）
- AKB観光大使 - ナレーション
- VS嵐（2012年4月12日 - 2013年4月4日、2016年11月24日 - 2020年11月26日） - 2代目天の声
  - 上記期間以外にも、特別企画の天の声を数回担当。また、2016年には当時担当していた天野ひろゆき(キャイ～ン)が不在時の代理を3回担当。同年11月24日以降は、週替わりで不定期に担当していた。
  - 2013年4月18日-2016年はアゲるテレビ出演で一時降板となり、先輩・伊藤利尋が3代目として復帰。
- VS魂（2021年1月3日 - 2022年4月21日、天の声（週替わり））
- ぽかぽか（2023年7月26日） - 「芸能人考案ゲーム ポカジノ」Mr.ポカ次郎
- ぽかぽか（ナレーター／水曜）
- S-PARK（2018年4月1日 -2024年3月30日 ） - メインキャスター[9]→日曜メインキャスター

### 映画
学生時代
- 仮面学園（2000年） - 段田徹 役